# Passaporte argentino
Passaportes argentinos são emitidos para os cidadãos argentinos viajar para fora da Argentina. Para viajar em países do Mercosul, seus portadores podem utilizar suas identidades. Também para os que viajam na Bolívia e Chile, não é necessário passaporte. 
Em 15 de junho de 2012, o Ministério das Relações Interiores da Argentina anunciou a introdução dos passaportes biométricos. Os novos passaportes terão numerações únicas (combinações alfanuméricas, com 3 letras e 6 números), uma mudança significante da política atual, na qual os números do passaporte eram o mesmo número dos bilhetes de identidade nacionais de seus portadores (com a adição da letra N após o número).

## Burocracia
De acordo com o Decreto Presidencial 2015/66, para a emissão do passaporte argentino, o interessado deve comparecer ao cartório de Registro Civil mais próximo de sua residência e apresentar sua Carteira de Identidade Nacional, certidão de nascimento e prova de estado civil. Se o interessado for naturalizado, também deve ser apresentada uma certidão de naturalização (carta de ciudadanía). Aos menores de 18 anos, é preciso uma autorização parental. Argentinos residentes no exterior devem seguir o mesmo procedimento no consulado argentino.
Desde janeiro de 2011, o passaporte passou a ter a validade de 10 anos. Antes, tinha a validade de 5 anos.
Os passaportes não são emitidos para pessoas que estão presas por causa de crimes, ou para aqueles que parecem "perigosos" de acordo com o Acordo de Polícia Sul-Americano de 1920.

## Aparência física
Seguindo as normas do Mercosul, o documento possui capa azul, com a legenda MERCOSUR acima do nome do país em espanhol (REPÚBLICA ARGENTINA), o brasão de armas nacional e a palavra PASAPORTE (passaporte). O passaporte biométrico possui o símbolo e-passport.
Possui uma zona de leitura óptica e uma foto digital do portador do documento. Toda a informação é apresentada em espanhol e inglês.
- Foto
- Tipo de documento (P)
- País emissor (ARG)
- Número do passaporte
- Sobrenome
- Nome
- Nacionalidade (se a pessoa adotou a nacionalidade argentina, constará Argentino por Opción)
- Data de nascimento
- Número do DNI (Carteira de Identidade Nacional)
- Sexo
- Naturalidade (Província ou código do país)
- Data de emissão
- Válido até
- Assinatura
- Digital

A versão anterior incluía:
- Cópia do passaporte (número de passaportes que o portador já teve)
- Estado civil
- Número de registro na polícia

Consta um mapa da América do Sul no verso do passaporte, mostrando a localização da Argentina no continente, bem como no Mercosul, juntamente com a Antártida Argentina. No mapa, parte da região chilena de Magalhães está oculta, incluindo o Estreito de Magalhães, a parte chilena da Terra do Fogo, na qual 61,43% pertence ao Chile, e toda as ilhas do sul do Estreito de Beagle.

## Outros tipos de passaporte
O Ministério das Relações Exteriores da Argentina também emite passaportes diplomáticos (de capa azul) aos diplomatas argentinos acreditados no exterior e aos seus dependentes elegíveis, e aos cidadãos que residem na Argentina e viajam para o exterior a trabalho diplomático. O Ministério também emite passaportes oficiais (de capa verde) aos funcionários do governo designados no exterior, permanentemente ou temporariamente, e seus dependentes elegíveis, e aos membros do Congresso que viajam no exterior a negócios oficiais.
Em circunstâncias especiais, se uma mulher é apátrida mas casada com um cidadão argentino, a Polícia Federal emite um Pasaporte de Esposa de Argentino (Passaporte de Esposa de Argentino). O mesmo se aplica a menores de 18 anos que foram adotados por pais argentinos.
Além disso, é importante destacar que na Argentina é possível emitir um "Passaporte excepcional para estrangeiros" para pessoas que não são cidadãs e não conseguem obter seu passaporte nacional. Curiosamente, este passaporte excepcional é idêntico aos emitidos para os cidadãos argentinos, sem nenhuma diferença discernível em sua aparência ou características.  Essa disposição única garante que os residentes estrangeiros na Argentina que enfrentam dificuldades para obter o passaporte de seu país de origem tenham um documento de viagem válido que esteja no mesmo nível do passaporte argentino regular.